# سيف الزعابي
سيف يوسف الزعابي (مواليد 18 مايو 2001، لاعب كرة قدم إماراتي يجيد اللعب كحارس مرمى.

## مسيرة اللاعب
لعب في الفئات السنية مع نادي الوحدة و لعب بعدها مع نادي الرمس.